# Etheostoma punctulatum
Etheostoma punctulatum är en fiskart som först beskrevs av Louis Agassiz, 1854.  Etheostoma punctulatum ingår i släktet Etheostoma och familjen abborrfiskar. Inga underarter finns listade i Catalogue of Life.